# JEF United Ichihara Chiba Ladies
JEF United Ichihara Chiba Ladies (ジェフユナイテッド市原・千葉レディース Jefu Yunaiteddo Ichihara Chiba?) är ett japanskt damfotbollslag som spelar i Nadeshiko.League.

## Meriter

### Nationella tävlingar
- Empress's Cup All-Japan Women's Football Tournament
  - Tvåa (1) : 2012